# 北海道の蕎麦一覧
北海道の蕎麦一覧（ほっかいどうのそばいちらん）は、北海道で生産されるソバや、登録商標、特産品として認められている蕎麦品目名、歴史等の一覧である。
（食品及び食品原材料としての蕎麦は蕎麦を、植物としてはソバ・ダッタンソバの項目を参照）

## 作付面積・生産量
日本のソバ作付面積は56,400ha（2011年）で、北海道の作付けは19,300haである。また、北海道のソバ生産量は11,400t（2011年）で、日本のソバ作付面積、生産量ともに上位を道内の市町村が占めている。
2006年の市町村別作付面積、生産量の上位は次の通り。なお、2007年より、農林水産省の農林統計における調査項目削減諸策により、市町村別作付面積は公表されていなかった。2010年、ソバが農業者戸別所得補償制度の戦略作物に指定されたことにより、再度統計調査がなされるようになった。なお、ソバを生産する主要市町村では、作付面積等の調査は行われていた。

### 作付面積
| No.           | 2004年 ha      | 2005年 ha      | 2006年 ha      | 2007年 ha | 2008年 ha | 2009年 ha | 2010年 ha      | 2011年 ha      | 2012年 ha      | 2013年 ha      | 2014年 ha      | 2015年 ha      | 2016年 ha      | 2017年 ha      | 2018年 ha        | 2019年 ha      | 2020年 ha      |
| ------------- | -------------- | -------------- | -------------- | --------- | --------- | --------- | -------------- | -------------- | -------------- | -------------- | -------------- | -------------- | -------------- | -------------- | ---------------- | -------------- | -------------- |
| 1             | 幌加内町 2,460 | 幌加内町 2,730 | 幌加内町 2,670 | 幌加内町  | 幌加内町  | 幌加内町  | 幌加内町 2,760 | 幌加内町 3,110 | 幌加内町 3,240 | 幌加内町 3,190 | 幌加内町 3,240 | 幌加内町 3,500 | 幌加内町 3,440 | 幌加内町 3,460 | 幌加内町 3,510   | 幌加内町 3,520 | 幌加内町 3,420 |
| 2             | 深川市 1,620   | 深川市 2,090   | 深川市 2,200   | 深川市    | 深川市    | 深川市    | 深川市 1,810   | 深川市 2,020   | 深川市 2,340   | 深川市 2,550   | 深川市 2,610   | 深川市 2,410   | 深川市 2,480   | 深川市 2,630   | 深川市 2,610     | 深川市 2,560   | 深川市 2,650   |
| 3             | 旭川市 830     | 滝川市 752     | 旭川市 912     | 旭川市    | 旭川市    | 旭川市    | 旭川市 883     | 旭川市 1,140   | 旭川市 1,200   | 旭川市 1,240   | 旭川市 1,150   | 旭川市 1,070   | 旭川市 1,090   | 旭川市 1,190   | 旭川市 1,240     | 旭川市 1,280   | 旭川市 1,330   |
| 4             | 滝川市 703     | 旭川市 730     | 滝川市 708     |           |           |           | 音威子府村 631 | 音威子府村 768 | 音威子府村 799 | 音威子府村 807 | 音威子府村 875 | 音威子府村 884 | 音威子府村 964 | 音威子府村 792 | 音威子府村 1,020 | 音威子府村 924 | 音威子府村 868 |
| 5             | 沼田町 595     | 沼田町 728     | 北竜町 623     |           |           |           | 新十津川町 480 | 新十津川町 565 | 沼田町 648     | 沼田町 679     | 沼田町 598     | 沼田町 596     | 沼田町 605     | 名寄市 671     | 名寄市 709       | 名寄市 836     | 名寄市 834     |
| 6             | 北竜町 498     | 北竜町 595     | 北竜町 441     |           |           |           | 沼田町 467     | 北竜町 538     | 北竜町 562     | 滝川市 586     | 剣淵町 535     | 新十津川町 509 | 剣淵町 516     | 剣淵町 614     | 剣淵町 642       | 剣淵町 737     | 剣淵町 715     |
| 7             | 当麻町 473     | 新十津川町 439 | 当麻町 477     |           |           |           | 北竜町 376     | 沼田町 522     | 滝川市 553     | 剣淵町 557     | 新十津川町 522 | 北竜町 476     | 北竜町 499     | 沼田町 613     | 沼田町 626       | 沼田町 673     | 沼田町 705     |
| 8             | 浦臼町 385     | 当麻町 418     | 美深町 300     |           |           |           | 滝川市 364     | 剣淵町 510     | 士別市 544     | 北竜町 549     | 名寄市 514     | 名寄市 456     | 共和町 462     | 北竜町 601     | 北竜町 591       | 北竜町 637     | 和寒町 671     |
| 9             | 新十津川町 331 | 浦臼町 414     | 新十津川町 339 |           |           |           | 蘭越町 356     | 士別市 508     | 新十津川町 522 | 新十津川町 510 | 滝川市 508     | 滝川市 432     | 新十津川町 460 | 士別市 490     | 新十津川町 540   | 士別市 590     | 北竜町 659     |
| 10            | 蘭越町 294     | 音威子府村 372 | 浦臼町 356     |           |           |           | 和寒町 294     | 和寒町 385     | 剣淵町 518     | 士別市 438     | 北竜町 501     | 剣淵町 426     | 名寄市 445     | 新十津川町 483 | 士別市 539       | 和寒町 561     | 士別市 642     |
| 全道 作付面積 | 14,800         | 16,800         | 16,400         | 16,800    | 16,500    | 14,900    | 15,400         | 19,300         | 21,700         | 22,200         | 21,600         | 20,800         | 21,500         | 22,900         | 24,400           | 25,200         | 25,700         |

### 生産量
| No.         | 2004年 t       | 2005年 t       | 2006年 t       | 2007年 t | 2008年 t | 2009年 t | 2010年 t       | 2011年 t       | 2012年 t       | 2013年 t       | 2014年 t          | 2015年 t       | 2016年 t       | 2017年 t       | 2018年 t       | 2019年 t         | 2020年 t       |
| ----------- | -------------- | -------------- | -------------- | -------- | -------- | -------- | -------------- | -------------- | -------------- | -------------- | ----------------- | -------------- | -------------- | -------------- | -------------- | ---------------- | -------------- |
| 1           | 幌加内町 688   | 幌加内町 2,950 | 幌加内町 2,740 | 幌加内町 | 幌加内町 | 幌加内町 | 幌加内町 2,230 | 幌加内町 2,170 | 幌加内町 3,540 | 幌加内町 2,270 | 幌加内町 1,820    | 幌加内町 3,020 | 幌加内町 2,550 | 幌加内町 2,440 | 幌加内町 1,480 | 幌加内町 2,280   | 幌加内町 2,460 |
| 2           | 深川市 552     | 深川市 2,170   | 深川市 1,800   | 深川市   | 深川市   | 深川市   | 深川市 1,060   | 深川市 1,320   | 深川市 2,280   | 深川市 1,740   | 深川市 1,330      | 深川市 1,610   | 深川市 1,380   | 深川市 2,210   | 深川市 985     | 深川市 1,810     | 深川市 2,180   |
| 3           | 音威子府村 431 | 沼田町 794     | 旭川市 818     |          |          |          | 音威子府村 780 | 旭川市 507     | 音威子府村 994 | 音威子府村 655 | 音威子府村 709    | 音威子府村 867 | 音威子府村 766 | 旭川市 1,040   | 音威子府村 767 | 音威子府村 1,300 | 旭川市 984     |
| 4           | 旭川市 349     | 滝川市 602     | 沼田町 555     |          |          |          | 旭川市 618     | 音威子府村 422 | 旭川市 854     | 旭川市 638     | 旭川市 544        | 旭川市 581     | 旭川市 586     | 音威子府村 784 | 名寄市 484     | 旭川市 1,020     | 名寄市 696     |
| 5           | 沼田町 345     | 北竜町 506     | 音威子府村 554 |          |          |          | 沼田町 285     | 沼田町 310     | 剣淵町 577     | 沼田町 433     | 名寄市 425        | 滝川市 391     | 沼田町 427     | 沼田町 516     | 旭川市 347     | 名寄市 820       | 剣淵町 586     |
| 6           | 美深町 290     | 旭川市 496     | 北竜町 441     |          |          |          | 和寒町 250     | 北竜町 292     | 沼田町 554     | 共和町 374     | 新得町 335        | 沼田町 389     | 共和町 352     | 剣淵町 482     | 新得町 341     | 剣淵町 590       | 和寒町 564     |
| 7           | 南富良野町 287 | 新十津川町 382 | 滝川市 337     |          |          |          | 南富良野町 245 | 蘭越町 268     | 名寄市 471     | 新得町 363     | 剣淵町 和寒町 300 | 名寄市 357     | 名寄市 307     | 名寄市 449     | 中標津町 339   | 士別市 506       | 音威子府村 516 |
| 8           | 滝川市 267     | 音威子府村 361 | 美深町 300     |          |          |          | 剣淵町 231     | 共和町 240     | 士別市 465     | 剣淵町 343     |                   | 新十津川町 337 | 黒松内町 249   | 共和町 440     | 剣淵町 314     | 共和町 503       | 中標津町 457   |
| 9           | 東川町 243     | 浦臼町 352     | 和寒町 292     |          |          |          | 名寄市 227     | 新十津川町 235 | 和寒町 452     | 和寒町 340     | 沼田町 279        | 共和町 326     | 剣淵町 248     | 和寒町 430     | 共和町 284     | 和寒町 481       | 士別市 440     |
| 10          | 清里町 160     | 和寒町 308     | 名寄市 279     |          |          |          | 新十津川町 226 | 弟子屈町 227   | 滝川市 450     | 南富良野町 330 | 滝川市 252        | 新得町 319     | 美深町 236     | 清水町 387     | 士別市 250     | 中川町 451       | 新得町 411     |
| 全道 生産量 | 7,650          | 15,600         | 14,200         | 12,900   | 11,400   | 7,000    | 11,100         | 11,400         | 19,700         | 15,100         | 13,000            | 16,000         | 12,100         | 18,300         | 11,400         | 19,700           | 19,300         |

## 生産地・ブランド
- 主産地の傾向として一日の寒暖の差が激しいことが挙げられ、これは良質な農産物を生産する条件でもある。
- 米の生産調整の結果、大規模・省労働力で低コスト生産可能な転作地帯（空知など）や主要畑作物の収益性が低くソバが名産となった十勝山麓地域（新得、鹿追など）。
- かつては「牡丹そば」が主な作付品種であったが、1989年に開発された「キタワセソバ」が現在の生産の主流（90%以上）である。
- 現在栽培されている「牡丹そば」は、由来のはっきりしない種子が用いられており、その品質に疑問の声もある[要出典]。
- 北海道のソバに関して、網走市の民間会社が道内複数地域を冠したソバ商標を取得した。そのため、ソバ主産地の生産団体は同一名の商標を取得することが出来ず、2006年に特許庁が新たに地域団体商標制度を設けたのを機会に出願した。

### 上川
- 幌加内そば（幌加内町） - （地域団体商標）同町の独自品種「ほろみのり」を開発し町内全域で生産。生産量全国第1位。町では1990年代からブランド化を進めた結果、全国区の知名度を得ている。ソバ収穫時期に行われる「幌加内そば祭」は国内最大規模の蕎麦の祭典。
- 幌加内そば - （登録商標）網走市の民間会社の商標。
- 江丹別そば（旭川市郊外） - 旭川市西部の山間地域で主に生産される。
- 匠そば、北厳そば（音威子府村） -音威子府村で生産されるソバ。音威子府で生産された玄蕎麦は、本州の実需へ高級蕎麦として供給されている。
- 音威子府そば（音威子府村） - 一般には同村の畠山製麺が製造する蕎麦麺をさす（1926年開業、2022年8月末で製造終了[1]）。製麺時にかん水を入れた特殊なそばで、ソバの実の外殻をそのまま使ったことも相まって黒いそばになる。茹で上がりは茶色がかったダークグレー。独特の風味と強いコシがある。ただ、かん水を用いるためそば湯を提供することには向かない。しかし、この蕎麦麺には音威子府産のソバが使われているわけではない。同社の登録商標は「音威子府名代きそば」である。ちなみに同村でもソバの栽培は行われている。

### 空知
- 多度志そば（深川市） - （登録商標）農業協同組合の商標。市内多度志地区全域で生産。深川市は生産量全国第2位。多度志の他、一已（イチヤン）、音江、納内でも生産される。地元で製品化された蕎麦粉は、道内を中心に蕎麦店へ販売されるほか、主力の玄蕎麦は首都圏の製粉会社にも供給される。
- 合鴨そば（滝川市）- 同市特産の合鴨と全国第4位の生産量のそばのコラボレーション。
- 雨竜暑寒そば（雨竜町） - （登録商標）農業協同組合の商標。雨竜町はソバの作付面積が約300ha。町内西部に名峰の暑寒別岳がある。ソバの生産は暑寒別岳を望める転作地帯にある。
- 浦臼そば（浦臼町） - （登録商標）財団法人の商標。牡丹そば他を生産。毎年9月に「浦臼そば祭」を開催。

### 石狩
- 石狩そば（石狩市ほか） - 石狩管内で生産されるソバの総称。北海道の統計資料によると石狩管内では牡丹そばは栽培されていない[2]。加工品には蕎麦粉を用いた地ビール「石狩そばラガー」がある。

### 後志
- 羊蹄山麓蕎麦（倶知安町）

### 渡島
- 千軒蕎麦（福島町）

### 檜山
- ニシンそば（江差町） - 鰊漁で栄えた豪商の横山家に伝わったレシピが元祖。北前船で運ばれた鰊から京都名物のにしんそばが生まれたともいわれる。

### 網走
- 知床そば（網走市） - （登録商標）市内民間会社の押出し麺式十割蕎麦である。また、同社は地理的に無関係な道内数カ所のソバ商標を登録している。
- オホーツク蕎麦（網走市）- 民間会社の商標。
- 美幌そば（美幌町）
- 秀峰そば（清里町） -　自家採種の「牡丹そば」を地元で乾燥調製から石臼製粉、販売まで行っている。風味が良く、素人でも打ちやすいが、作付面積が少ない。

### 十勝
- 新得そば（新得町） - （登録商標）町内の新得物産（株）の商標。北海道産ソバの代名詞と言われ、町内を通る国道38号は通称そばロードと呼ばれる。
- 鹿追そば（鹿追町） - （登録商標）同町の商標。同町の作付面積は約120ha。9割がキタワセソバ、一部で牡丹そばを生産している。
- 幕別そば（幕別町） - 後発ながら良質なソバを生産している。
- 十勝海霧そば（大樹町） - （登録商標）町内の（有）大石農産（現：オーランドファーム）の商標。品種はキタワセソバ。太平洋が近く、畑が海霧に包まれることから名付けられた。

### 釧路
- 摩周そば（弟子屈町） - 同町の作付面積は約100ha。一部でキタノマシュウを生産している。地元産ソバの抜き実、蕎麦粉を用いた「そばの実アイス」も販売されている。
- 釧路そば（釧路市） - そばの麺にクロレラが混ぜ込んである。竹老園を本家とする東家の流れを汲むお店では緑麺のそばが多く用いられる。見た目は茶そばと似ているがまったくの別物である。

### 根室
- 中標津夢見そば（中標津町）

## 主な栽培品種
北海道では、健全なソバ生産のため優良品種制度を実施している。優良品種は、助成金等の対象となっている。低い収量性の品種や種子が入手困難な品種の栽培を防止するためである。

### 優良品種
- キタワセソバ - 1989年開発。小麦前作に適した早熟、牡丹そばを2割上回る多収、製粉実需に評価された良食味のため生産が拡大し、現在では道内作付面積のおよそ90%を占める。
- 牡丹そば（ぼたんそば） - 1930年に伊達町（現在の伊達市）在来種から選抜された品種。キタワセソバの登場まではほぼ独占する品種であった。現在では原種の生産は行われていない[3]。つまり、自家採種として維持されているのみである。品質に関して「キタワセソバ」より「よい」との風評もあるが、北海道農業試験場および（社）日本蕎麦協会による試験では、「キタワセソバ」より「優れる」との評価は得られていない[4]。
- キタノマシュウ - 2005年に開発された品種。甘みがあり風味もよく、今後の増産が期待される。弟子屈町で先行して栽培され、十勝管内浦幌町で採種生産されているほか、中標津町、北見市でも栽培がされている。
- レラノカオリ - 2009年に開発された品種。
- キタユキ - 1991年にオホーツク管内津別町の在来種から選抜・育成された品種。病気に強い特性があり、同町を中心に栽培されている。
- 北海T8号 - 2006年にロシアのダッタンソバ遺伝資源から選抜・育成された国産品種。ダッタンソバは普通ソバとは別種の植物（作物）であり、特有の苦みとルチン含有量の高さが特徴である。特有の苦みは、つなぎの混合割合で劇的に抑えられる。

### 優良品種ではない品種
- ほろみのり - 幌加内町で育成された普通ソバ品種。主に同町内で栽培されている。
- 北海Ｔ10号 -　北海Ｔ8号の突然変異品種。スプラウト用品種。収量が極めて低い。
- 満天きらり - 北海Ｔ8号を母本にした交配品種。ソバの栽培が難しい北限地域でも生産可能となった国産品種[5]。ダッタンソバの難点であった強い苦みを改良し、従来のダッタンソバ品種よりも苦みが弱く食味は向上、麺などの加工食品にも製造できる[5]。

## 北海道の蕎麦の歴史
- 縄文前期末 函館市南茅部のハマナス野遺跡からソバの種子出土。縄文時代にソバ栽培？[6]
- 1802年 苫小牧市に開拓に入っていた八王子千人同心が箱館奉行に提出した報告に「蕎麦八石六斗」を生産したと記す[7]
- 1817年 松田伝十郎「北夷談」に安野呂村（北海道厚沢部町）より出る蕎麦別して上品風味も信州産に異ならずと記す
- 1856年 幕府巡検市川十郎、オシャマンベ蕨岱のそば殊にうましと記す。 このころ函館市に石川屋という蕎麦屋があったといわれる
- 1868年 小樽市で米山蕎麦店開業
- 1872年 函館市で伊藤文平が東京庵開業 小樽市で東家（神田藪蕎麦の分店）開業、1874年　釧路市（東家総本店）に移り、暖簾分けの蕎麦店は北海道各地に拡がる
- 1930年 そば品種「牡丹そば」誕生
- 1943年 食糧増産応急対策が閣議決定され東京のそば屋3,000人が動員され北海道で農作業する
- 1945年頃 食糧不足のため、塩酸で溶かした昆布、デンプン、魚粉などでつくった海宝麺という代用そばが蕎麦屋で供される
- 1971年 米がとれ過ぎて減反政策が始まる。水田がそば畑へ
- 1989年 そば品種「キタワセソバ」誕生
- 1991年 そば品種「キタユキソバ」誕生
- 1993年 本州では長雨のためソバが不作。北海道産ソバが引く手もあまたとなる。
- 2001年 そば品種「ほろみのり」誕生 ダッタンソバ品種「北系1号』誕生 ルチンが多いといわれるダッタンソバのブームが起きる
- 2004年 台風18号による強風で北海道産ソバが不作となる。
- 2005年 北海道農業研究センターで開発したソバの新品種「キタノ マシュウ」登録
- 2016年 台風により十勝地方を中心に被災、大産地の新得町で新そばまつりが中止に追い込まれる[8]。